# Matthias Pfenninger

Schinznach, Waldpartie

Matthias Pfenninger (* 1739 in Zürich; † 12. Februar 1813 ebenda) war ein Schweizer Zeichner und Kupferstecher.

## Leben
Matthias Pfenninger wurde um 1757 Schüler bei Johann Rudolf Holzhalb in Zürich, danach bei Emanuel Eichel in Augsburg. Nach der Lehre begab er sich nach Paris, wo er für Philipp Jakob Loutherbourg den Älteren und Christian von Mechel Kupferstiche erstellte.
Nach seiner Heimkehr in die Schweiz schuf er für Johann Ludwig Aberli und den Berner Buchdrucker und Verleger Abraham Wagner Ansichten von Schweizer Sehenswürdigkeiten. Nach 1770 schuf er als freischaffender Künstler Kupferstiche mit Ansichten und Bildnissen bekannter Personen.